# Yongjia
Yongjia, tidigare känt som Yungkia, är ett härad i östra Kina, och är det till ytan största häradet i Wenzhous stad på prefekturnivå i provinsen Zhejiang. Det ligger omkring 220 kilometer söder om provinshuvudstaden Hangzhou. 
Befolkningen uppgick till 722 390 invånare vid folkräkningen år 2000, varav 79 941 invånare bodde i huvudorten Shangtang, samt 125 298 invånare i Oubei, häradets största ort. En annan stor ort är Qiaotou med 68 569 invånare (2000). Yongjia var år 2000 indelat i 14 köpingar (zhèn) och 28 socknar (xiāng).
Den södra delen av häradet täcker en sträcka vid Ouflodens mynning ut mot Östkinesiska havet, med storstaden Wenzhou på andra sidan floden.
Floden Nanxi, som flyter genom häradet, är listad som naturskön plats och tentativt världsarv av Unesco.